# Lingapura, Turuvekere
Lingapura là một làng thuộc tehsil Turuvekere, huyện Tumkur, bang Karnataka, Ấn Độ.